# Université Eduardo-Mondlane
L'université Eduardo-Mondlane (en portugais : Universidade Eduardo Mondlane ou UEM) est une université publique située à Maputo au Mozambique. 

## Historique
Fondé en 1962 sous le nom de Estudos Gerais Universitários de Moçambique, l'établissement a acquis son statut d'université en 1968.
En 1976, après l'indépendance du Mozambique, l'université est rebaptisée au nom d'Eduardo Chivambo Mondlane, le président du Front de libération du Mozambique de 1962 à 1969.

## Personnalités liées à l'université
- Fernando Ganhão, premier doyen

### Professeurs
- Isabel Casimiro, professeure de sociologie.
- Fátima Mendonça, professeur de littérature.
- Bento Sitoe, professeur de linguistique.
- João Paulo Borges Coelho, professeur d'histoire contemporaine.
- Solange Macamo, maîtresse de conférences en archéologie et en gestion du patrimoine.

### Étudiants
- Mari Alkatiri, homme politique et Premier ministre du Timor oriental[2].
- Mia Couto, écrivain mozambicain de langue portugaise, journaliste and biologiste.
- Juvenal Bucuane, poète et romancier mozambicain.
- Beatriz Buchili, procureure générale du Mozambique.